# Hassi El Euch
Hassi El Euch è un comune dell'Algeria, situato nella provincia di Djelfa.